# 도고 야스시

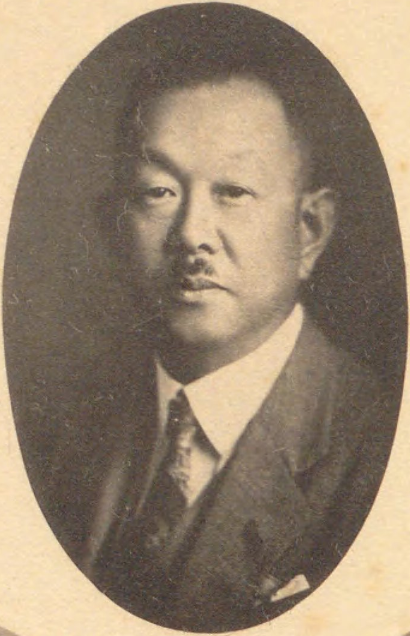
도고 야스시 남작

도고 야스시(東郷安)는 메이지 시대부터 쇼와 시대까지 활약한 일본의 사업가, 정치인, 화족이다. 귀족원 남작 의원을 지냈다.
후쿠이번사이자 해군 장교였던 도고 마사미치의 장남으로 태어났으며, 1906년 부친의 사망으로 가문을 계승하고, 이듬해 부친의 공로로 남작위를 받았다.
그는 일본의 실업계와 정계에서 폭넓게 활약하였다.
| 전임 창설 | 도고 (마사미치) 남작가 당주 1907년 ~ 1946년 | 후임 도고 야스마사 |